# Megruli (cheval)
Pour les articles homonymes, voir Megruli.
Le Megruli (en géorgien : მეგრული ცხენი, phonétiquement mégrouli tsréni, c’est-à-dire cheval mingrélien) est une race de petits chevaux de selle originaire de la région de Mingrélie, en Géorgie. Présumée descendante du cheval de Colchide, elle est devenue rare.

## Histoire

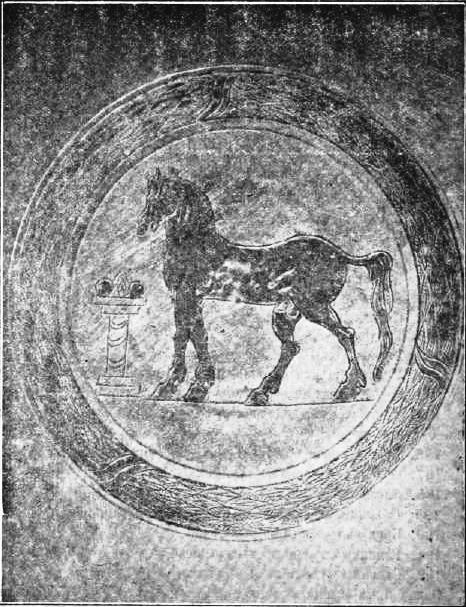
Assiette en argent retrouvée en Colchide, représentant un cheval

La race est connue sous de nombreux noms : Megruli, Mingrelian, Mengrelian, Megrel, ou en russe Megrelskaya. Elle est présumée descendre du fameux cheval de Colchide, et semble très ancienne. Du XIIe siècle au XVIIe siècle, le développement de l'élevage du cheval dans la région de Colchide est bien documenté. Récemment, des croisements ont été tentés avec des races de selle plus grandes, sans résultats.

## Description
Malgré sa taille moyenne de 1,27 m, il est considéré comme un petit cheval, et non comme un poney. Il s'agit du plus petit des chevaux du Caucase. Le modèle s'inscrit dans un carré, avec un tronc massif. La tête est large, de profil rectiligne, et surmontée d'oreilles de longueur moyenne. Les yeux peuvent être petits ; l'encolure, de longueur moyenne, peut être mince. Le garrot est étroit et bas, le dos droit également, la croupe inclinée, avec une queue attachée bas. Les épaules, inclinées, sont de longueur moyenne. Les jambes, généralement longues, ont des paturons courts et sont terminées par des sabots durs et bien formés. Les jarrets sont souvent clos.
La robe est le plus souvent baie ou bai-brun, mais le gris et le noir se rencontrent également. Les marques blanches sont très rares, voire absentes.
La race est connue pour son endurance et peut travailler même en haute altitude. Elle est traditionnellement élevée en tabounes.

## Utilisations
Comme tous les chevaux du Caucase, il s'agit d'une race multi-usages, pouvant être montée, bâtée ou mise au travail agricole en fonction des besoins. Ce petit cheval peut porter 35 à 40 % de son propre poids.

## Diffusion de l'élevage
La race est propre aux zones de basse altitude de la région historique de Colchide, en Géorgie. Elle est considérée comme rare. L'étude menée par l'Université d'Uppsala pour la FAO et publiée en août 2010 signale le Megruli comme une race locale dont le niveau de menace est inconnu.